# ناحیه افلو
ناحیه افلو (به عربی: دائرة آفلو) یک ناحیه در الجزایر است که در استان الاغواط واقع شده‌است. ناحیه افلو ۱۳۶٬۱۰۸ نفر جمعیت دارد.